# El Ardor
El Ardor è un film del 2014 diretto da Pablo Fendrik.
La pellicola, con protagonisti Gael García Bernal e Alice Braga, è stata presentata in anteprima mondiale nella sezione Special Screening al 67º Festival di Cannes.
Il film è una storia di sopravvivenza e vendetta, ambientata nella giungla argentina, fra un gruppo di indigeni locali e una banda di mercenari usurpatori del loro territorio.

## Trama
Nella foresta pluviale che attraversa il Paraná, un gruppo di mercenari affaristi sta disseminando morte e distruzione allo scopo di impossessarsi delle proprietà dei contadini che abitano la giungla.
Un coltivatore di tabacco nella speranza di salvarsi esegue un rituale tribale per chiamare in suo soccorso le creature del fiume. Poco dopo si presenta nella sua fattoria un giovane misterioso di nome Kaí, ma quando la banda sopraggiunge il coltivatore viene ucciso e sua figlia Vania rapita.
Il giovane Kaí segue le tracce dei mercenari e porta in salvo la ragazza con la complicità degli elementi della foresta. Da questo momento Vania, con l'enigmatico aiuto di Kaí, cercherà di riprendersi ciò che è suo vendicando l'omicidio di suo padre.

## La cultura aborigena
Il film affronta il tema dell'appartenenza ad una cultura aborigena, intesa come armonia con l'ambiente. L'identità del giovane Kaì non è di natura soprannaturale ma si fonda nel rapporto con la foresta, che è un caposaldo della cultura aborigena. Egli è in grado di costruire "armonia e fratellanza" fra le creature che abitano la jungla, a un livello quasi trascendente. Durante tutto il film Kaì sembra essere alla costante ricerca di sé stesso. Insegue un istinto che non comprende appieno e non è sereno. La costruzione identitaria aborigena si compie alla fine: solo quando si accorge di essere pienamente accettato dalla natura selvaggia Kaì aderisce liberamente a essa. I mercenari sono i non-aborigeni, cioè coloro che non accettano la natura delle cose: bruciano gli alberi, indossano gli scarponi, uccidono e si servono di armi e mezzi a motore. Da un punto di vista indigeno la natura non può che ribellarsi contro di loro trascinandoli alla morte. Se letto in chiave politica, il film allude alle lotte per i diritti dei popoli indigeni (un tema caro al protagonista e co-produttore Gael García Bernal) e costituisce un momento di dialogo interculturale.

## Produzione
Il regista argentino Fendrik ha girato interamente nella foresta pluviale dell'Argentina, in particolare nella Provincia di Misiones, già location del film Mission. Le riprese cominciarono nel mese di aprile 2013.

## Accoglienza
Il film ebbe un grande successo in Argentina ma nel mercato internazionale non ha ottenuto lo stesso seguito, sia dal pubblico sia dalla critica. Grazie alle dieci nomination ricevute agli Academy of Cinematography Arts and Sciences Awards in Argentina, il film fu scelto per concorrere alla candidatura agli Oscars come miglior film straniero venendo poi battuto da Storie pazzesche.

## Riconoscimenti
- 2014 – Premio Fénix
  - Vinto Miglior fotografia
  - Nomination Miglior suono
- 2014 – Academy of Motion Picture Arts and Sciences of Argentina
  - Nomination Miglior film
  - Nomination Miglior regista
  - Nomination Miglior sceneggiatura originale
  - Nomination Miglio fotografia
  - Nomination Miglior montaggio
  - Nomination Migliori musiche
  - Nomination Miglior scenografia
  - Nomination Miglior costumi
  - Nomination Miglior trucco
  - Nomination Miglior suono